# Chiché

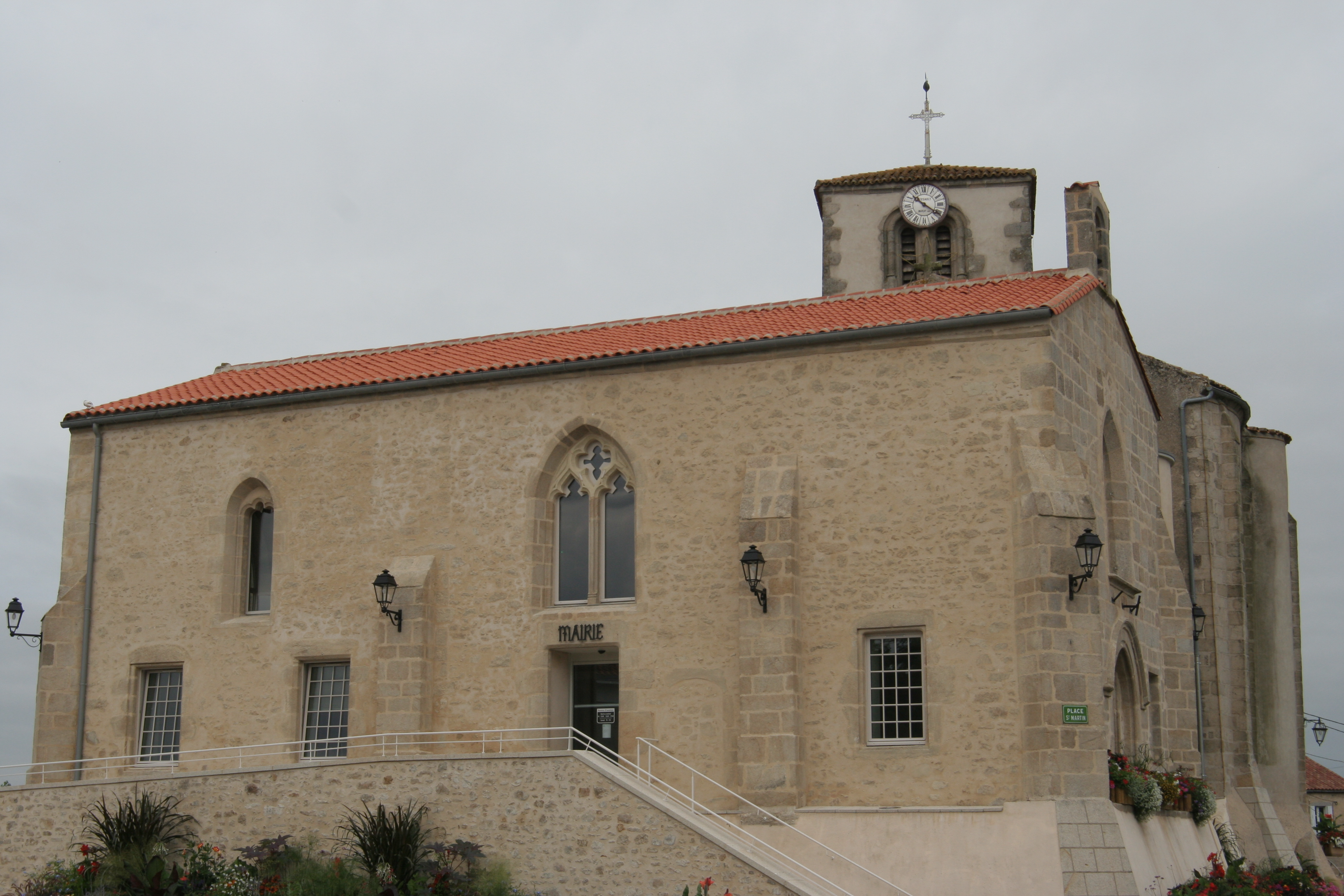
Gemeentehuis

Chiché is een gemeente in het Franse departement Deux-Sèvres (regio Nouvelle-Aquitaine) en telt 1438 inwoners (2004). De plaats maakt deel uit van het arrondissement Bressuire.

## Geografie
De oppervlakte van Chiché bedraagt 46,8 km², de bevolkingsdichtheid is 30,7 inwoners per km².
De onderstaande kaart toont de ligging van Chiché met de belangrijkste infrastructuur en aangrenzende gemeenten.

## Demografie
Onderstaande figuur toont het verloop van het inwonertal (bron: INSEE-tellingen).